# 荒井幸雄
荒井 幸雄（あらい ゆきお、1964年10月13日 - ）は、神奈川県横浜市金沢区出身の元プロ野球選手（外野手）、野球指導者。
愛称は同姓のタレント・荒井注にちなみ「チューさん」。ロサンゼルスオリンピック野球の金メダリスト。

## 経歴

### プロ入りまで
横浜市立六浦中学校から横浜商業高校に進学。中堅手として1982年の春の選抜に出場。2年生エース三浦将明を擁し準決勝に進出するが、この大会に優勝したPL学園の榎田健一郎投手に抑えられ、2-3xで9回サヨナラ負け。高校通算43本塁打を記録している。
卒業後は社会人野球の日本石油に所属、1984年ロサンゼルスオリンピック野球日本代表では四番に座り金メダル獲得に貢献した。同年の日本･キューバ国際野球大会でも日本代表に選出されている。1985年の都市対抗でも日本石油の四番として活躍。

### 現役時代

#### ヤクルト・スワローズ時代
同年のプロ野球ドラフト会議でヤクルトスワローズに2位指名され入団。
1987年には開幕直後から一番打者として起用される。同年は初めて規定打席に達し、打率.301（リーグ10位）を記録。セントラル・リーグ最優秀新人に選出された。
1988年はシーズン中盤に故障し9月まで欠場、栗山英樹に一番打者の座を奪われる。
1989年には復活、三番打者としても42試合に起用される。
1991年は故障で低迷する。5月25日の中日ドラゴンズ戦は、千葉マリンスタジアムで初めて行われたプロ野球の試合であったが、この試合の5回裏に荒井は中日・小松辰雄から右翼線に大きな当たりを放ち、ダイビングキャッチを試みた右翼手のマーク・ライアルが打球を見失っているうちに長駆生還。同球場初の本塁打は荒井のランニング本塁打だった。
1992年7月5日に行われた読売ジャイアンツ戦（明治神宮野球場）で、同点の9回裏、1死満塁で荒井が代打で登場した際、タイムをかけた野村克也監督に球審が気づかず、苛立った野村に帰り際にネクストバッターズサークルで頭を叩かれたとされる事件があった（いわゆる「荒井ポカリ事件」として有名）。後に野村は「あの時は冷静さを欠いていた」として荒井に謝罪している。野村没後の2023年になって笘篠賢治が明かしたところによると、その時マウンドにいた相手投手の癖を見抜いた笘篠と秦真司が、片方が声を出したら直球、もう片方なら変化球と合図を決め、荒井は代打に向かう直前に、どちらがどっちか最終確認するためにベンチに戻った。それを集中力に欠いていると勘違いした野村が「集中せい！」と叩いてしまったのが真相であった。野村は事情を知らないまま没したという。
西武との日本シリーズでは全7試合に左翼手、二番打者として出場、20打数5安打であった。
1993年は打率.291（9位）を記録した。同年の西武との日本シリーズでは第5戦に潮崎哲也から本塁打を放った。
1994年のシーズン前半までレギュラーを守るが、その後は秦真司らに定位置を奪われる。

#### 近鉄バファローズ時代
1996年、木下文信との交換トレードで小坂勝仁とともに近鉄バファローズへ移籍、ここでは指名打者としても起用される。

#### 横浜ベイスターズ時代
1998年、無償トレードにより横浜ベイスターズへ移籍し、代打の切り札として日本一に貢献。
1999年、前年に続き代打の切り札として起用。4月27日の広島東洋カープ戦では代打として出場し、通算1000試合出場を達成した（荒井はこのとき三振に倒れており、三振しながら球場職員から花束を受け取るシーンはこの年の「プロ野球珍プレー・好プレー大賞」に多用された）。
2000年に現役を引退。

### 現役引退後
2001年からコーチとしてヤクルトに復帰。
2007年までヤクルト二軍打撃コーチ。
2008年、2009年は北海道日本ハムファイターズ二軍打撃コーチ。
2010年から5年間読売ジャイアンツの二軍打撃コーチを務めた。その後はジャイアンツ・アカデミーのコーチを2021年3月末まで務めた。
アカデミーコーチ時代より、プロ入り前の古巣・ENEOS野球部の外部打撃コーチを務めており、度会隆輝らを指導した。

## 詳細情報

### 年度別打撃成績
| 年 度      | 球 団      | 試 合 | 打 席 | 打 数 | 得 点 | 安 打 | 二 塁 打 | 三 塁 打 | 本 塁 打 | 塁 打 | 打 点 | 盗 塁 | 盗 塁 死 | 犠 打 | 犠 飛 | 四 球 | 敬 遠 | 死 球 | 三 振 | 併 殺 打 | 打 率 | 出 塁 率 | 長 打 率 | O P S |
| ---------- | ---------- | ----- | ----- | ----- | ----- | ----- | -------- | -------- | -------- | ----- | ----- | ----- | -------- | ----- | ----- | ----- | ----- | ----- | ----- | -------- | ----- | -------- | -------- | ----- |
| 1986       | ヤクルト   | 12    | 21    | 21    | 1     | 6     | 2        | 0        | 0        | 8     | 2     | 0     | 0        | 0     | 0     | 0     | 0     | 0     | 5     | 1        | .286  | .286     | .381     | .667  |
| 1987       | ヤクルト   | 105   | 409   | 372   | 52    | 112   | 22       | 2        | 9        | 165   | 38    | 2     | 3        | 3     | 0     | 31    | 2     | 3     | 31    | 4        | .301  | .360     | .444     | .803  |
| 1988       | ヤクルト   | 70    | 269   | 252   | 31    | 67    | 16       | 3        | 6        | 107   | 25    | 2     | 5        | 3     | 0     | 12    | 0     | 2     | 18    | 0        | .266  | .305     | .425     | .729  |
| 1989       | ヤクルト   | 110   | 367   | 323   | 36    | 88    | 14       | 3        | 4        | 120   | 38    | 7     | 3        | 2     | 6     | 36    | 0     | 0     | 24    | 6        | .272  | .340     | .372     | .711  |
| 1990       | ヤクルト   | 119   | 457   | 412   | 55    | 116   | 21       | 1        | 8        | 163   | 38    | 3     | 1        | 0     | 3     | 40    | 2     | 2     | 38    | 1        | .282  | .346     | .396     | .741  |
| 1991       | ヤクルト   | 65    | 197   | 162   | 18    | 36    | 2        | 1        | 4        | 52    | 14    | 1     | 4        | 9     | 1     | 25    | 1     | 0     | 15    | 4        | .222  | .324     | .321     | .645  |
| 1992       | ヤクルト   | 93    | 273   | 230   | 32    | 58    | 6        | 2        | 5        | 83    | 25    | 4     | 0        | 6     | 0     | 37    | 1     | 0     | 27    | 6        | .252  | .356     | .361     | .717  |
| 1993       | ヤクルト   | 106   | 409   | 357   | 45    | 104   | 15       | 2        | 9        | 150   | 35    | 1     | 2        | 9     | 3     | 36    | 1     | 4     | 47    | 6        | .291  | .360     | .420     | .780  |
| 1994       | ヤクルト   | 105   | 369   | 314   | 26    | 84    | 23       | 1        | 2        | 115   | 15    | 2     | 1        | 9     | 2     | 41    | 1     | 3     | 41    | 4        | .268  | .356     | .366     | .722  |
| 1995       | ヤクルト   | 62    | 203   | 174   | 16    | 44    | 10       | 2        | 2        | 64    | 11    | 4     | 1        | 6     | 1     | 22    | 1     | 0     | 17    | 1        | .253  | .335     | .368     | .703  |
| 1996       | 近鉄       | 80    | 194   | 171   | 21    | 38    | 7        | 0        | 5        | 60    | 23    | 8     | 0        | 6     | 0     | 17    | 2     | 0     | 22    | 5        | .222  | .293     | .351     | .643  |
| 1997       | 近鉄       | 13    | 20    | 15    | 1     | 5     | 1        | 0        | 0        | 6     | 4     | 0     | 0        | 1     | 3     | 1     | 0     | 0     | 1     | 0        | .333  | .316     | .400     | .716  |
| 1998       | 横浜       | 50    | 50    | 46    | 7     | 12    | 1        | 0        | 1        | 16    | 5     | 0     | 0        | 0     | 0     | 4     | 1     | 0     | 10    | 1        | .261  | .320     | .348     | .668  |
| 1999       | 横浜       | 51    | 49    | 43    | 2     | 12    | 5        | 0        | 0        | 17    | 3     | 0     | 0        | 0     | 0     | 6     | 0     | 0     | 3     | 0        | .279  | .367     | .395     | .763  |
| 2000       | 横浜       | 1     | 1     | 1     | 0     | 0     | 0        | 0        | 0        | 0     | 0     | 0     | 0        | 0     | 0     | 0     | 0     | 0     | 0     | 0        | .000  | .000     | .000     | .000  |
| 通算：15年 | 通算：15年 | 1042  | 3288  | 2893  | 343   | 782   | 145      | 17       | 55       | 1126  | 276   | 34    | 20       | 54    | 19    | 308   | 12    | 14    | 299   | 39       | .270  | .341     | .389     | .731  |

### 表彰
- 新人王 （1987年）

### 記録
初記録
- 初出場・初先発出場：1986年9月24日、対横浜大洋ホエールズ23回戦（明治神宮野球場）、6番・左翼手で先発出場
- 初打席・初安打・初打点：同上、1回裏に欠端光則から
- 初本塁打：1987年4月24日、対広島東洋カープ1回戦（広島市民球場）、2回表に金石昭人から逆転決勝2ラン

節目の記録
- 1000試合出場：1999年4月27日、対広島東洋カープ2回戦（横浜スタジアム）、7回裏に阿波野秀幸の代打として出場 ※史上349人目

その他の記録
- オールスターゲーム出場：1回 （1993年）

### 背番号
- 10 （1986年 - 1995年）
- 31 （1996年 - 1997年）
- 60 （1998年 - 2000年）
- 74 （2001年 - 2007年）
- 83 （2008年 - 2009年）
- 87 （2010年 - 2012年）
- 84 （2013年 - 2014年）